# Jean Bosler
Jean Bosler, né le 24 mars 1878 à Angers et mort le 25 septembre 1973 à Marseille, est un astronome français.

## Biographie
Jean Bosler est issu d'une famille parisienne aux racines hessoises. Son arrière-grand-père est arrivé en France en 1791, au moment de la Révolution française. Il a changé l'orthographe du nom de famille de Boßler (prononciation: [ˈbɔslɐ]) à Bosler. Jean est né fils du lieutenant-colonel et Officier de la Légion d'Honneur Lucien Bosler. Son père commandait le 46e régiment d'infanterie territoriale.
Jean Bosler est issu de la même famille que l'éditeur de musique Heinrich Philipp Bossler et le botaniste Ludwig Bossler.
Recruté par Deslandres en qualité d'astronome à l'observatoire de Paris, Bosler découvre en 1908 dans le spectre de la comète Morehouse les bandes de l'azote ionisé, élément alors inconnu dans les astres. Il s'intéressa à l'étude des comètes. Ses recherches portaient à la fois sur les propriétés physiques et les orbites de ces astres. En 1912, il montre dans sa thèse (encadrée par Henri Poincaré) que le champ magnétique du Soleil est faible mais que son action par l'intermédiaire du vent solaire (les rayons cathodiques) est considérable ; il explique l'influence de l'activité solaire sur les queues de comètes, sur les aurores boréales, sur les orages magnétiques et sur les courants telluriques. Lors d'une éclipse de Soleil en 1914, il observe dans le spectre de la couronne une raie rouge « nouvelle, intense et unique » qu'il appelle raie du coronium ; elle sera identifiée plus tard, de même que la raie verte, comme une raie du fer hautement ionisé. En 1916, Bosler constate l'analogie des cratères lunaires et des trous d'obus ; il explique la forme circulaire des cratères lunaires et leur grande dimension par le souffle de l'explosion provoquée par l'impact des météorites.
En 1923, il est nommé directeur de l'observatoire de Marseille, poste qu'il occupera jusqu'en 1948. En parallèle, il enseigna à l'université de Marseille de 1923 à 1948. Bosler est sans aucun doute l'un des artisans français du tournant vers l'astrophysique. En particulier, il contribue à la diffusion d'idées nouvelles comme l'évolution des étoiles et publie le premier traité d'astrophysique en langue française dans lequel figurent les récentes découvertes de Hubble et les travaux des grands opticiens Michelson, Fabry et Perot.
Bosler reçut le Prix Jules-Janssen en 1911, le prix Lalande décerné par l'Académie des sciences en 1913 et le prix des Dames en 1922.